# Kommissarin Heller: Querschläger
Querschläger ist die dritte Folge der Kriminalfilmreihe Kommissarin Heller mit Lisa Wagner in der Rolle der Ermittlerin. Die Erstausstrahlung erfolgte am 10. Januar 2015 im ZDF.

## Handlung
In einem Wiesbadener Gymnasium fallen Schüsse. Zwei Schüler und die Rektorin werden erschossen. Der Täter ist flüchtig. Schnell fällt der Verdacht auf den Problemschüler Nikolas Hrubesch, dessen Verhalten in der Vergangenheit auffällig war und der kurz vor einem Schulverweis stand. Lief er Amok, um sich zu rächen? Für die mit dem Fall betraute Kommissarin Winnie Heller ist der Fall nicht so klar, sie hegt Zweifel an Nikolas’ Täterschaft und versucht, den Tathergang zu rekonstruieren.
Da die Tat am Gymnasium passiert ist, in das auch Hendrik Verhoevens Tochter Nina geht, ist der Kommissar diesmal nicht nur beruflich, sondern auch privat in den Fall involviert. Winnie Heller hat noch mit dem Tod ihrer Schwester zu kämpfen, die in der vorhergehenden Folge starb. Zudem hat sie Schwierigkeiten, den Friedhof zu betreten. Nachdem sie sich überwunden hat, trifft sie am Grab der Schwester ihre Mutter wieder.  
Als Nikolas Hrubesch einige Zeit später erschossen aufgefunden wird, klärt sich der Fall nach und nach auf. Es stellt sich heraus, dass es gar kein Amoklauf war, wie zunächst vermutet, sondern eine gezielt geplante Tat des Kunstlehrers Sander Laurin. Laurin war an der Schule sehr beliebt und hatte mit einer Schülerin eine Affäre, die ihn wegen einer angeblichen Schwangerschaft unter Druck gesetzt hatte. Gezielt lenkte er den Verdacht auf Hrubesch, der Bilder von Amokläufen malte und von Berichten darüber fasziniert war. Laurin erschoss nicht nur das betreffende Mädchen, sondern auch die Rektorin, der sie sich anvertraut hatte, und einen weiteren Schüler, nachdem er zuvor bereits Nikolas erschossen hatte. Seine Taten begründet er damit, dass er sich sein Familienleben doch nicht von einer Schülerin habe zerstören lassen können.

## Hintergrund
Der Krimi beschreibt das Szenario eines Amoklaufs an einer Schule. Außerdem spielt das Thema Mobbing eine wichtige Rolle in der Handlung. Drehort dafür war das Rheingau-Gymnasium in Berlin-Schöneberg. Ansonsten wurde der Film in Berlin und Wiesbaden gedreht. Querschläger wurde 2014 von der  Ziegler Film GmbH & Co. KG (Berlin + Köln) produziert.

## Kritik
Querschläger füge sich gut in die Kommissarin-Heller-Reihe ein, schreibt die Frankfurter Rundschau und hebt hervor, dass die Rolle von Hans-Jochen Wagner als Hendrik Verhoeven diesmal stärker in den Fokus gerückt wird. Seine kleine Tochter wird Internet-Mobbing-Opfer und ist ebenfalls Schülerin in dem Wiesbadener Gymnasium.
TV-Kritiker Rainer Tittelbach befindet, durch das packende Anfangsszenario sowie private Hintergrundgeschichten der Akteure und viel Dramatik sei Querschläger die bisher beste Episode aus der Krimi-Reihe Kommissarin Heller.